# Nitrianska Streda
Nitrianska Streda (Hongaars: Nyitraszerdahely) is een Slowaakse gemeente in de regio Nitra, en maakt deel uit van het district Topoľčany.
Nitrianska Streda telt 748 inwoners.